# Troubadour (album, JJ Cale)
Troubadour je čtvrté studiové album amerického hudebníka JJ Calea. Vydala jej v září roku 1976 společnost Shelter Records a jeho producentem byl Caleův dlouholetý spolupracovník Audie Ashworth. Na desce se podílela řada hudebníků, mezi něž patří například Joe Osborn a Buddy Emmons. Obsahuje celkem dvanáct skladeb, přičemž jedenáct je Caleovým dílem a jedna pochází od zpěváka Sonnyho Curtise. V hitparádě Billboard 200 se album umístilo na 84. příčce.

## Seznam skladeb
Autorem všech skladeb je JJ Cale, pokud není uvedeno jinak.
1. „Hey Baby“ – 3:11
2. „Travelin' Light“ – 2:50
3. „You Got Something“ – 4:00
4. „Ride Me High“ – 3:34
5. „Hold On“ – 1:58
6. „Cocaine“ – 2:48
7. „I'm a Gypsy Man“ (Sonny Curtis) – 2:42
8. „The Woman That Got Away“ – 2:52
9. „Super Blue“ – 2:40
10. „Let Me Do It to You“ – 2:58
11. „Cherry“ – 3:21
12. „You Got Me On So Bad“ – 3:17

## Obsazení
- JJ Cale – zpěv, kytara, klavír
- Charles Dungey – baskytara
- Tommy Cogbill – baskytara
- Joe Osborn – baskytara
- Bill Raffensperger – baskytara
- Karl Himmel – bicí
- Kenny Buttrey – bicí
- Buddy Harman – bicí
- Jimmy Karstein – bicí
- Kenny Malone – bicí
- Gordon Payne – kytara
- Chuck Browning – kytara
- Reggie Young – kytara
- Harold Bradley – kytara
- Bill Boatman – kytara
- Doug Bartenfeld – kytara
- Lloyd Green – steel kytara
- Buddy Emmons – steel kytara
- Farrell Morris – perkuse
- Audie Ashworth – perkuse
- J.I. Allison – perkuse
- Don Tweedy – syntezátor
- Bobby Woods – klavír
- Bill Pursell – klavír
- George Tidwell – trubka
- Dennis Goode – pozoun
- Billy Puett – saxofon